# 12866 Янамадала
12866 Янамадала (12866 Yanamadala) — астероїд головного поясу, відкритий 22 травня 1998 року.
Тіссеранів параметр щодо Юпітера — 3,492.